# 1881 год в театре
1881 год в театре

## Знаменательные события
- 10 октября — открыт театр Савой в Лондоне для показа ряда популярных комических опер Гилберта и Салливана. Театр Савой стал первым общественным зданием в мире, полностью освещённым электричеством.

## Персоналии

### Родились
- 14 марта — Елена Снежина, болгарская драматическая актриса.
- 3 июня — Михаил Ларионов, живописец, график, театральный художник, теоретик искусства.
- 16 июня — Наталия Сергеевна Гончарова, театральный художник, скульптор, живописец.
- 23 июня — Иво Раич, хорватский актёр, режиссёр и театральный деятель.
- 24 июля — Ольга Преображенская, актриса и режиссёр.

### Скончались
- 29 августа — Жан-Батист Ориоль, французский артист цирка (род. 1806).
- 4 ноября — отравилась на сцене старого Харьковского оперного театра известная русская актриса, певица 28-летняя Кадмина, Евлалия Павловна.